# Lombok Kulon
Lombok Kulon is een bestuurslaag in het regentschap Bondowoso van de provincie Oost-Java, Indonesië. Lombok Kulon telt 4695 inwoners (volkstelling 2010).